# Megachile eurycephala
Megachile eurycephala là một loài Hymenoptera trong họ Megachilidae. Loài này được Wu mô tả khoa học năm 2005.